# Сечокам'яна хвороба
Сечокам'яна хвороба (уролітіаз, лат. urolithiasis) — захворювання, яке виникає внаслідок утворення каменів (конкрементів) у органах сечовидільної системи. Найчастішою формою сечокам'яної хвороби є нирковокам'яна хвороба (нефролітіаз, лат. nephrolithiasis), що проявляється відкладанням конкрементів у нирках. Звідти вони можуть потрапляти до сечоводів і залишатися там або проходити надалі до сечового міхура і по уретрі назовні. Просування каменю з нирок до уретри може призводити до відчуття болю, розвитку ниркової кольки. У деяких випадках утворення конкрементів може первинно відбуватися у сечовому міхурі (цистолітіаз, лат. cystolithiasis), що призводить до його подразнення і подальшого запалення (цистит).

## Сечові камені

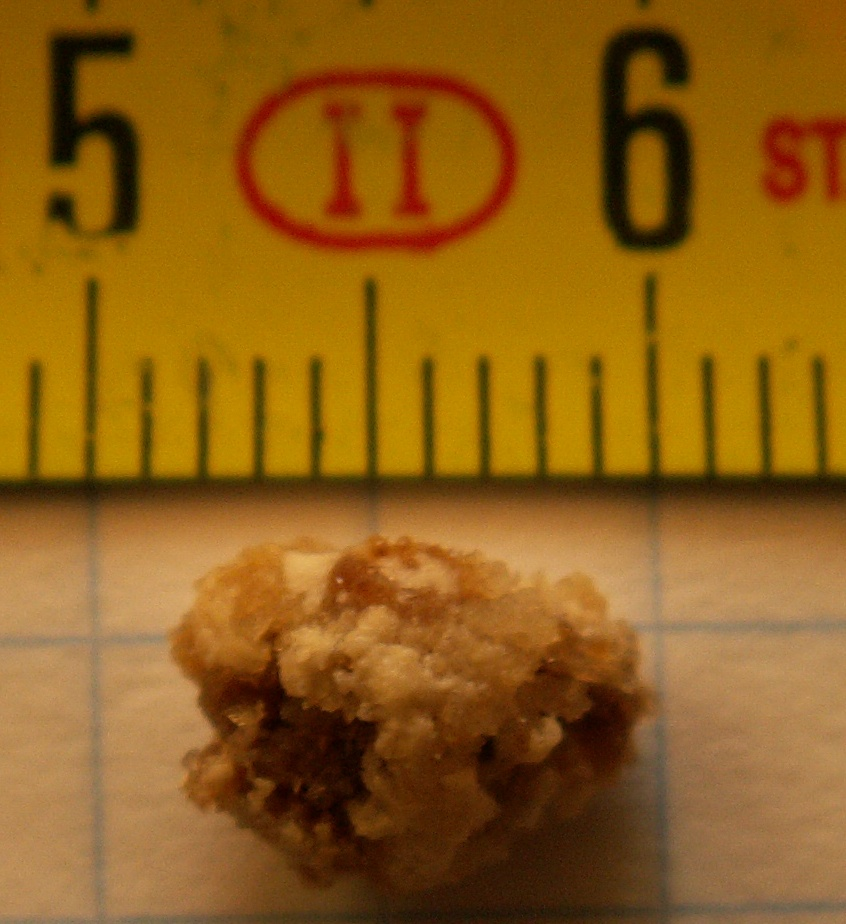
Камінь (8 мм) з нирки.

Сечові камені — це зростки з різних солей (сечокислих, щавелекислих тощо), які утворюються у сечовій системі.
Розмір ниркових каменів різний, починаючи від «піску» і до великих розмірів. Захворювання виявляють у дитинстві і в зрілішому віці, у чоловіків частіше, ніж у жінок.
Механізми утворення:
- розлад обміну речовин, що веде до випадання солей з сечі (первинні ниркові камені);
- відкладення солей навколо шматочків слизу, гною, згустків крові, що з'являються внаслідок якого-небудь іншого захворювання (вторинні камені).

Ниркові камені можуть бути множинні і в обох нирках. Дрібні камені можуть спускатися по сечоводу в сечовий міхур і виходити назовні.

## Етіологія
Етіологія вивчена недостатньо. До факторів, що сприяють виникненню, відносять вроджені та набуті зміни сечових шляхів, їхню інфекцію та дискінезії. Особливу роль грають порушення обміну речовин (так звані сечові діатези — сечокислий, уратний, пуриновий, щавелекислий, фосфорно-кальцієвий). Утворення каміння у сечовій системі можуть зумовлювати гіперпаратиреоз, інші ендокринопатії, пошкодження кісток, гіпервітаміноз D, гіповітаміноз А, тривалий прийом лугів і солей кальцію. Сприяють виникненню нефролітіазу хвороби ШКТ та печінки, споживання забагато мінералізованої води і т. д. В основі утворення каміння лежать зміни колоїдної рівноваги у тканинах організму, а також ниркової паренхіми. До сечокам'яної хвороби можуть призвести й інфекція сечових шляхів, зловживання солоними стравами, постійне порушення обміну речовин в організмі, застій сечі.

### Гіпоцитратурія

Цитрат калію використовується як ліки для запобігання розвитку ниркового каміння з оксалату кальцію.

Гіпоцитратурія (hypocitraturia) або низький рівень цитрату в сечі (менше ніж 320 мг/день) може бути одним з факторів, що призводить до сечокам'яної хвороби у 2/3 випадків. Профілактична функція цитрату пов'язана з кількома хімічними механізмами. Цитрат зменшує перенасичення солями кальцію у сечі, оскільки він утворює розчинні комплекси з іонами кальцію та зменшує кристалізацію солей кальцію. Поширеною медичною практикою задля збільшення кількості цитрату в сечі та зменшення швидкості формування ниркового каміння є призначення пацієнтам цитрату калію. Для цих цілей також використовують інші форми лужного цитрату, що виробляється у формі таблеток, рідини чи порошку.
Систематичний огляд медичних публікацій опублікований у 2015 році показав, що прийом солей цитрату запобігає формуванню нового ниркового каміння та зменшує ріст існуючого каміння у пацієнтів, чиє каміння переважно склададається з оксалату.

## Клінічні ознаки
Основними клінічними ознаками нефролітіазу є ниркова колька, гематурія, піурія, довільне відходження каміння із сечею. Камені не тільки ускладнюють відтік сечі, але й, просуваючись по сечовивідних шляхах, травмують їх, спричиняючи сильний біль. Ниркова колька часто супроводжується гарячкою і лейкоцитозом, які не завжди зумовлені гнійною інфекцією. Однак тривалий біль, що не купірується у попереку і супроводжується гарячкою з лейкоцитозом, може свідчити про розвиток апостематозного нефриту і є показанням до госпіталізації хворого.

## Лікування
Лікування передбачає зменшення проявів діатез у залежності від його виду (уратурія, оксалатурія, фосфатурія), активацію уродинаміки і ліквідацію спастичного скорочення сечових шляхів для самостійного відходження невеликого каміння, купірування ниркової кольки, боротьбу з інфекцією сечових шляхів, розчинення каміння та попередження рецидиву утворення каміння.
Консервативне лікування та профілактика залежать від виду сечокислого діатезу. Призначають дієту, мінеральні лікувальні води, але це не призводить до розчинення каменів.
Один із методів лікування цієї хвороби — ударно-хвильова терапія. На сьогодні широко використовують спеціальну процедуру — Літотрипсія для неінвазивного руйнування каменів з допомогою концентрованого ультразвуку. Вона впливає на організм за допомогою акустичних хвиль низької частоти (не доступної для людського вуха) і високої інтенсивності. При цьому опір м'яких тканин цим хвилям невеликий, на відміну від кісток і хрящів. Тобто, хвилі УХТ не травмують м'які тканини, проходять як би «крізь них», а доходячи до кісткової і хрящової тканин починають «діяти», розбиваючи патологічні утворення (нарости, шипи (наприклад, як при п'ятковій шпорі), камені (у тому числі при сечокам'яній хворобі) та інше). Якщо камені неправильної форми, то часто для їхнього видалення необхідна операція.